# Federico Roncali Ceruti
Federico Roncali Ceruti   (Cadis, 31 de maig de 1806 - Madrid, 4 d'abril de 1857) fou un polític i militar espanyol, comte d'Alcoi, cap de govern i ministre durant el regnat d'Isabel II d'Espanya.

## Biografia
Era fill del marí Agustín Roncali y Martínez de Murcia, cavaller de l'Orde de Sant Jaume i germà de Joaquín Roncali y Ceruti. Militar com el seu pare, va lluitar en la campanya del Nord durant la primera guerra carlina, després de la qual fou ascendit a mariscal de camp. El 1840 fou destinat a la divisió de Castella la Nova. Milità al Partit Moderat i va tenir friccions amb Baldomero Espartero, raó per la qual va donar suport Ramón María Narváez. Aquest el va nomenar capità general de Navarra (1843) i de València. Ocupant aquest càrrec va reprimir durament la Rebel·lió de Boné liderada pel coronel de cavalleria i comandant de carabiners Pantaleón Boné, qui es va fer amb la ciutat d'Alacant durant 44 dies fins a la seva execució. La duresa de la repressió li va valdre el 1846 que la reina Isabel II d'Espanya li concedís el títol de comte d'Alcoi.
En 1845 fou nomenat senador vitalici i durant uns dies fou ministre de guerra en el govern de Manuel Pando Fernández de Pinedo. Després fou destinat com a capità general a Granada i Galícia. De 1848 a 1850 fou capità general de Cuba. Fou també President del Consell de Ministres i ministre d'Estat del 14 de desembre de 1852 al 14 d'abril de 1853.